# Sefarad (novela)
Sefarad, con el subtítulo Una novela de novelas, es una novela del escritor español Antonio Muñoz Molina, editada en 2001 por Alfaguara y reeditada en 2013 por la editorial Cátedra.

## Argumento
Como señala el subtítulo, se trata de una novela de novelas, con la temática del exilio y las crueldades del siglo XX como hilo conductor, un hilo que se desvela en el epílogo, Nota de lecturas, en que se relacionan diversos autores, con una especial mención a la abundancia de testimonios de mujeres, y novelas, relatos y recuerdos que le permiten al autor componer una muestra del desolador paisaje que se vivió en Europa en los años previos y hasta la finalización de la Segunda Guerra Mundial: el nazismo, el comunismo y el exilio forzado de tantas personas, pivotando en torno a España, el protectorado de Marruecos, Tánger, con ciertos tonos autobiográficos, en las tierras jienenses, y los restos de la expulsión de los judíos en 1492, un hecho y sus consecuencias que actúa como aglutinador de sus fuentes, las novelas y los recuerdos.
Así, la Novela de novelas la conforman una colección de relatos cortos entrelazados que forman un fresco impactante de la intrahistoria del siglo XX europeo en la que por una vez, los protagonistas son los perdedores. Por la obra, discurren los grupos o etnias que los sufrieron, en sus tierras y más allá de sus tierras, cuando empezó la persecución y mientras esta siguió, se consolidó y fue finalmente un objetivo mortal y ya cruelmente inolvidable.

## Premios
Sefarad, Una novela de novelas fue galardonada con el Premio Jerusalén 2013 de la Feria Internacional del Libro de esta ciudad como muestra de su compromiso con el exilio y con la diáspora, por haber rastreado el origen del horror y por haber contado su desarrollo en las personas individuales, sobre una galería de personajes marcados y atormentados, algunos muy conocidos, otros anónimos, entre los que se esconden las vivencias del propio autor. Son las víctimas de todos los conflictos, de todas las luchas y de todas las injusticias: víctimas del nazismo, de las purgas estalinístas, de la guerra civil española, de la heroína y el SIDA, del desarraigo, de las migraciones provocadas por el hambre, del exilio, de lo cotidiano.

La compasión que Molina expresa por los exiliados y los que sufren, aquellos dolidos por revoluciones históricas, y la virtuosa  expresión literaria que él les da, hacen de él uno de los autores más importantes de nuestro tiempo.

## Nota de lectura
Nota de lectura que el autor incorpora (pag. 597) en la que señala el origen de las historias y las voces que se cruzan en este libro.
| Personaje / Tema           | Título | Autor / Autora          |
| -------------------------- | --- | ----------------------- |
| Willi Münzenberg           | El fin de la inocencia                                                                                                | Stephen Koch            |
| Willi Münzenberg           | El pasado de una ilusión                                                                                              | Francois Furet          |
| Willi Münzenberg           | The invisibile writing (La escritura invisible)                                                                       | Arthur Koestler         |
| Milena Jesenska            | Cartas a Milena | Franz Kafka             |
| Milena Jesenska            | Milena | Margarete Buber-Neumann |
| Margarete Buber-Neumann    | Déportée en Sibérie (Deportada en Siberia)                                                                            | Margarete Buber-Neumann |
| Margarete Buber-Neumann    | Déportée à Ravensbrück (Deportada en Ravensbrück)                                                                     | Margarete Buber-Neumann |
| Nadezhda Mandelstam        | Contra toda esperanza                                                                                                 | Nadezhda Mandelstam     |
| Eugenia Ginzburg           | Journey into the whirlwind                                                                                            | Eugenia Ginzburg        |
| Tzvetan Todorov            | Pacing the extreme - moral life in the concentration camps (En el extremo - vida moral en los campos de concentración | Tzvetan Todorov         |
| Tzvetan Todorov            | El hombre desterrado                                                                                                  | Tzvetan Todorov         |
| Sobre los judíos en España | Los orígenes de la Inquisición                                                                                        | Benzion Netanyahu       |
| Sobre los judíos en España | La Inquisición Española: una revisión histórica                                                                       | Henry Kamen             |
| Sobre los judíos en España | Historia de una tragedia: la expulsión de los judíos de España                                                        | Joseph Perez            |
| Sobre el nazismo           | I will bear witness: a diary of the nazi years                                                                        | Victor Klemperer        |
| Sobre el nazismo           | Par delà le crime et le châtiment                                                                                     | Jean Améry              |
| Sobre el nazismo           | Si esto es un hombre                                                                                                  | Primo Levi              |
| Sobre el nazismo           | La tregua | Primo Levi              |
| Sobre el nazismo           | Los hundidos y los salvados                                                                                           | Primo Levi              |
| Voces                      | | Francisco Ayala         |
| Voces                      | José Luis Pinillos |                         |
| Voces                      | Amaya Ruiz Ibárruri                                                                                                   |                         |
| Voces                      | Adriana Seligmann |                         |
| Voces                      | Tina Palomino |                         |